# Sáfránysárga nedűgomba
A sáfránysárga nedűgomba (Hygrocybe acutoconica) a csigagombafélék családjába tartozó, Európában és Észak-Amerikában elterjedt, erdőkben, erdőszéleken, füves területeken élő, nem ehető gombafaj. 

## Megjelenése
A sáfránysárga nedűgomba kalapja 2,5-4,5 cm széles, alakja fiatalon kúpos, idősen széles kúposan kiterül, széle felhajlik és behasadozik. A közepe csúcsos marad. Széle hullámos, szabálytalan, áttetszően bordás. Felszíne nyálkás, benőtten szálas. Színe citromsárga, tojássárga.
Húsa vékony, sárgás, nagyon vizenyős. Íze és szaga nem jellegzetes.  
Ritkán álló, széles lemezei felkanyarodók. Színük sárga, halványsárga vagy halvány narancsszín. 
Tönkje 3-6 cm magas és 0,3-1,2 cm vastag. Alakja egyenletesen hengeres vagy csúcsa felé kissé elvékonyodik; gyakran elgörbül. Felszíne eleinte csupasz, később hosszanti szálas. Színe halványsárgától narancsig terjed, töve fehéres. 
Spórapora fehér. Spórái ellipszis alakúak, simák, inamiloidok, méretük 9-12 x 5-7 µm. 

### Hasonló fajok
A feketedő nedűgombával és a pusztai nedűgombával lehet összetéveszteni. 

## Elterjedése és termőhelye
Európában és Észak-Amerikában honos.   
Savanyú talajú lomberdőkben, erdőszéleken, füves területeken él. Korábban kizárólag korhadékbontó szaprobiontának tartották, újabban feltételezik, hogy szimbiózisban élhet egyes mohafajokkal. Augusztustól novemberig terem. 

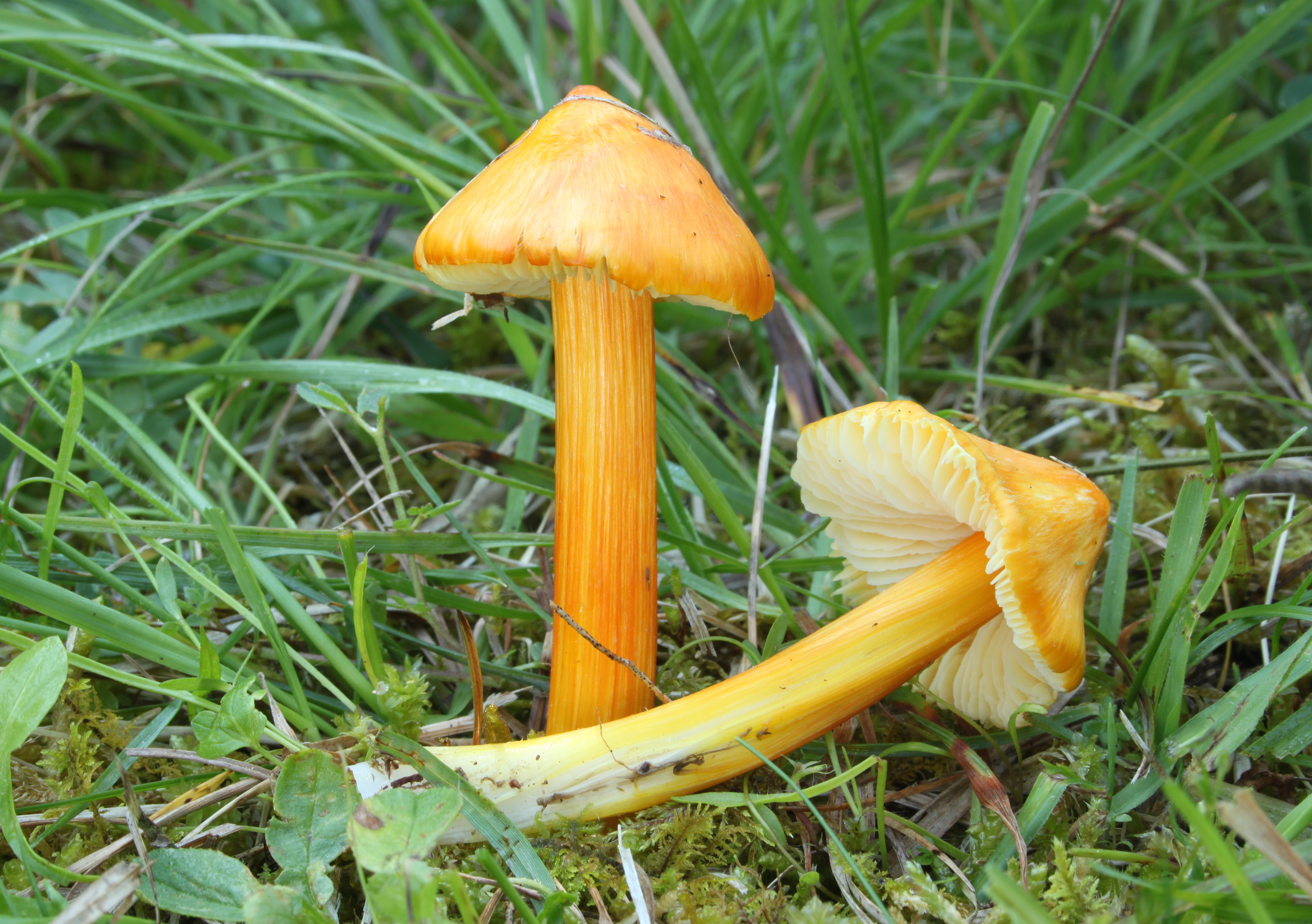
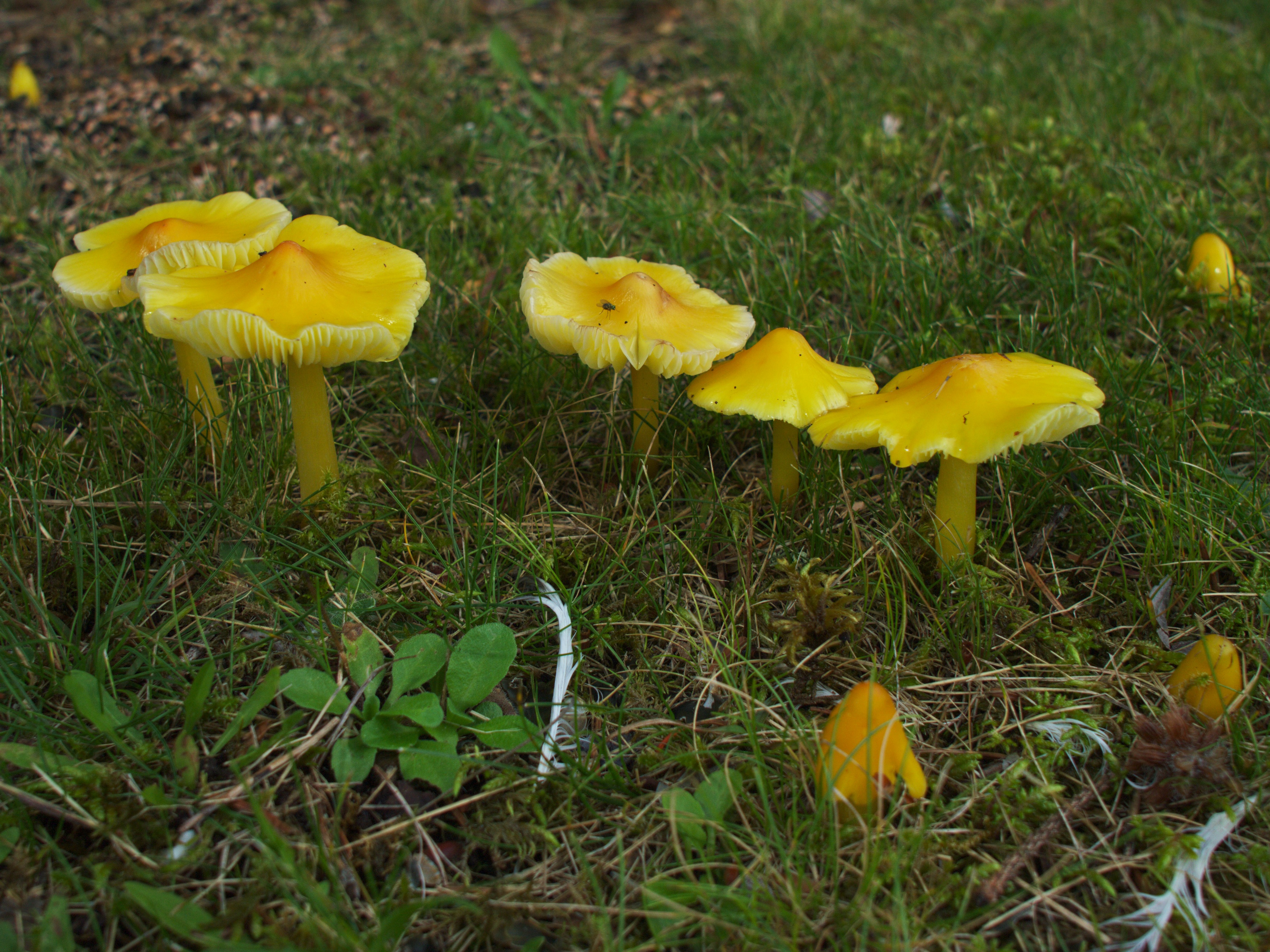
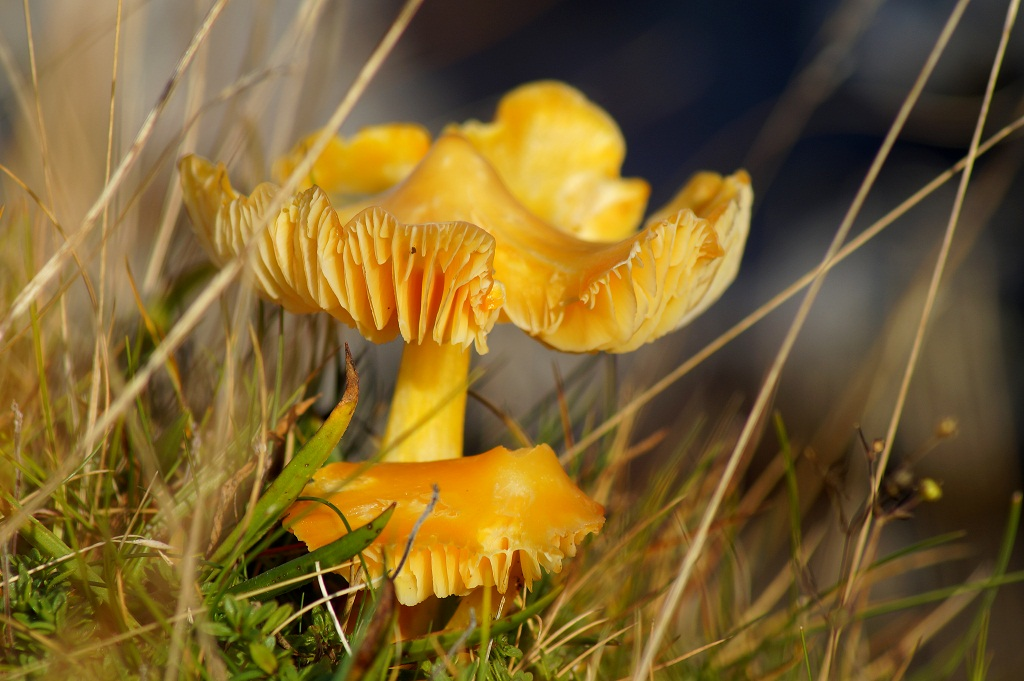
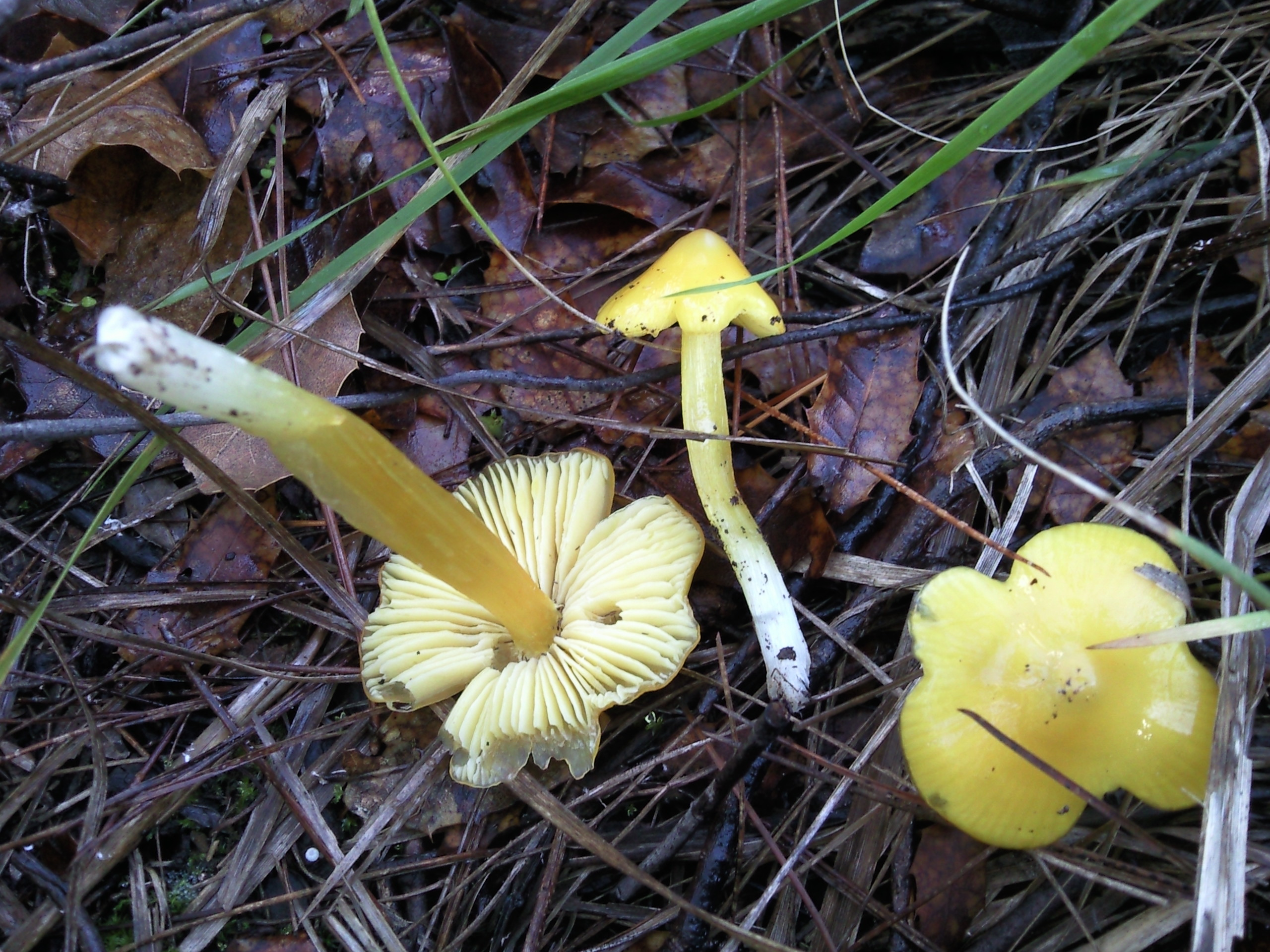
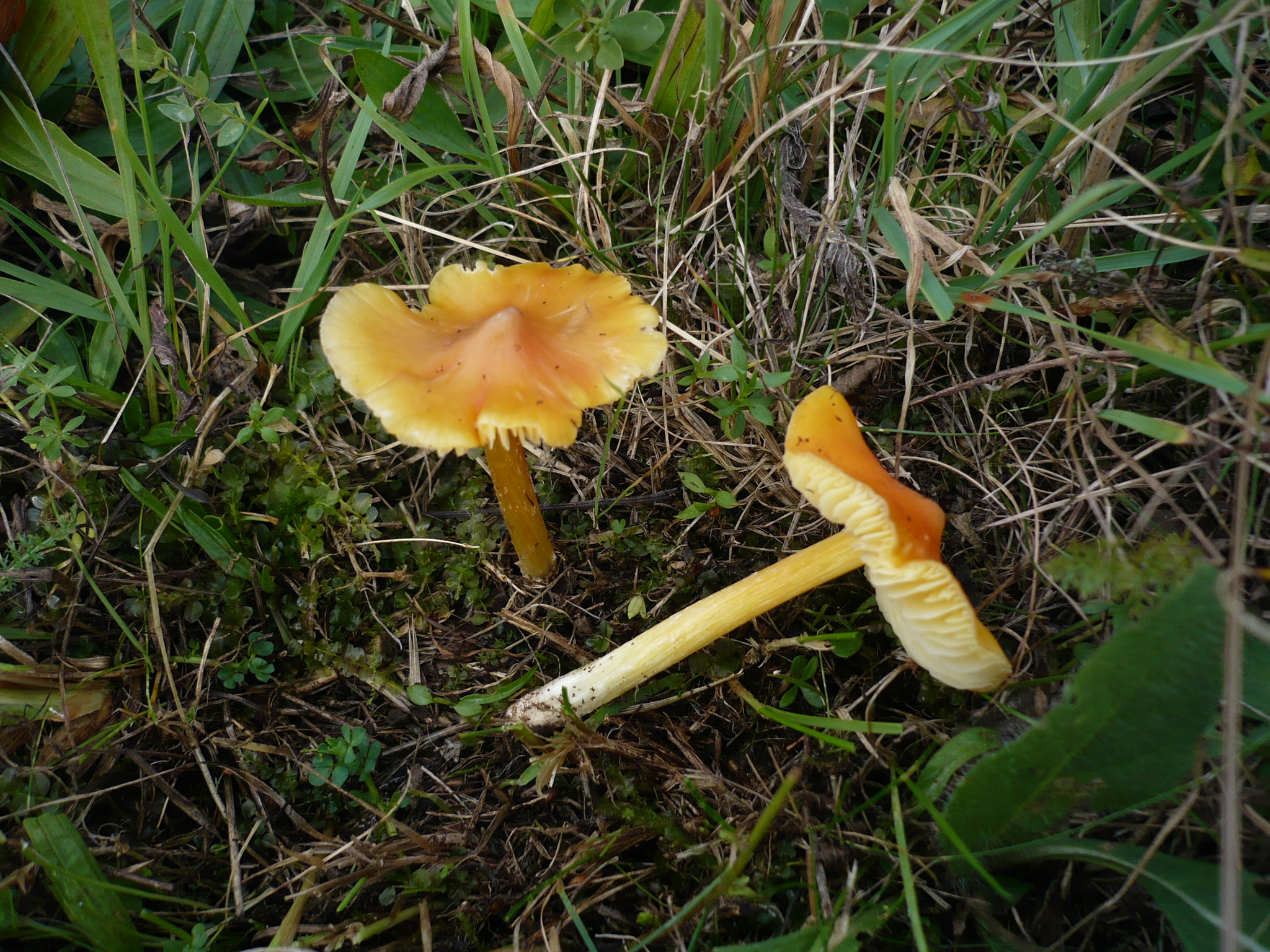

Nem ehető.    